# Carl Sanders
Carl Edward Sanders, född 15 maj 1925 i Augusta i Georgia, död 16 november 2014 i Atlanta i Georgia, var en amerikansk demokratisk politiker. Han var Georgias guvernör 1963–1967.
Sanders tjänstgjorde i US Army Air Corps i andra världskriget och avlade 1947 juristexamen vid University of Georgia.
Sanders efterträdde 1963 Ernest Vandiver som Georgias guvernör och efterträddes 1967 av Lester Maddox. Sanders ämbertsperiod som guvernör kännetecknades av reformer, inte minst inom utbildningspolitikens område. Som guvernör samarbetade han tätt med Atlantas borgmästare Ivan Allen för att locka högklassiga lag i amerikansk fotboll och baseboll till delstatens huvudstad. Både Atlanta Falcons och Atlanta Braves kom till Georgia under Sanders tid som guvernör. År 1967 var han med om att starta en advokatbyrå i Atlanta som senare efter en fusion blev Troutman Sanders. Sanders besegrades av Jimmy Carter i demokraternas primärval inför guvernörsvalet 1970.